# Judas Taddeüs
Judas Taddeüs (Grieks: Ἰούδας Ἰακώβου Θαδδαῖος; Koptisch: ⲑⲁⲇⲇⲉⲟⲥ; Aramees: ܝܗܘܕܐ ܫܠܝܚ) of Judas Lebbaeus was een van Jezus' twaalf apostelen. Over zijn leven meldt het Nieuwe Testament erg weinig en mogelijk werden verhalen over verschillende historische personen in zijn personage met elkaar verbonden. Hij wordt soms geïdentificeerd als de Judas die broer van Jezus was en volgens de traditie auteur was van de Brief van Judas. 
Reeds het Nieuwe Testament waarschuwde deze Judas niet te verwarren met Jezus' verrader Judas Iskariot (Johannes 14:22). Vermoedelijk is hij daardoor onder meer in het Engels en Frans als Jude eerder dan als Judas gaan bekendstaan. In de ene opsomming van de apostelen wordt hij eenvoudig "Judas" genoemd (Lucas 6:16; Handelingen 1:13). Omdat die naam in andere opsommingen ontbreekt en daar "Taddeüs" of "Lebbaeus" staat (Marcus 3:18; Matteüs 10:3), is de combinatie Judas Taddeüs / Lebbaeus ontstaan.
De Rooms-Katholieke Kerk beschouwt Judas Taddeüs als de beschermheilige van de wanhopige gevallen en verloren zaken. Hij is volgens de traditie mede-oprichter van de Armeens-Apostolische Kerk (tezamen met de apostel Bartolomeüs).

## Nieuwe Testament
Judas wordt "de zoon van Jakobus" genoemd (Lucas 6:16; Handelingen 1:13). Sommige vertalingen geven hier "broer van Jakobus". Soms wordt deze Jakobus geïdentificeerd met Jakobus de Rechtvaardige; in dat geval wordt deze Judas geïdentificeerd als broer van Jezus (Marcus 6:3; Matteüs 13:55).
De enige keer dat Judas actief wordt genoemd in het Nieuwe Testament is tijdens het laatste avondmaal. Hij vroeg Jezus toen: "Waarom zult u zich wel aan ons, maar niet aan de wereld bekendmaken, Heer?" (Johannes 14:22).

## Traditie
Er zijn legendes uit de 4e eeuw waarin Judas na Jezus' hemelvaart samen met de apostel Simon het evangelie in Syrië, Mesopotamië en Perzië predikte. Er wordt in verteld dat hij mensen kon genezen en demonen uit afgodenbeeldjes kon uitdrijven waardoor deze wegvluchtten en de beeldjes afbrokkelden.
Volgens het apocriefe Lijden van Simon en Judas stierf hij in Perzië een marteldood door te zijn doodgeslagen met een knuppel en werd hij daarna onthoofd met een bijl. Op zijn graf werd de Zwarte Kerk gebouwd.

## Naamdag, attribuut en vernoemingen
Zijn naamdag is op 28 oktober in de Rooms-Katholieke en de Lutherse Kerk en op 19 juni in de Oosters-Orthodoxe Kerk. Hij wordt aangeroepen bij zware nood en bij twijfel. In de christelijke iconografie is een hellebaard het attribuut van de Judas Taddeüs. In de Rooms-Katholieke kerk is hij de beschermheilige van wanhopige gevallen en verloren zaken.
Hij is onder andere de patroon van de Duitse stad Goslar. Er zijn twee kathedralen naar hem vernoemd: de anglicaanse kathedraal van Iqaluit (Canada) en de Rooms-Katholieke kathedraal van Saint Petersburg (Florida). Een bekende kerk is de Sint-Taddeüskerk in de Armeense stad Masis. Ook twee Canadese dorpen dragen zijn naam: Saint-Jude in Québec en St. Judes op Newfoundland.